# Selkäsaaret (ö i Finland, Mellersta Finland, Jyväskylä, lat 62,50, long 26,12)
Selkäsaaret är en ö i Finland. Den ligger i sjön Uurainen och i kommunen Laukas i den ekonomiska regionen  Jyväskylä ekonomiska region  och landskapet Mellersta Finland, i den centrala delen av landet, 270 km norr om huvudstaden Helsingfors. Öns största längd är 500 meter i nord-sydlig riktning. Notera att namnet antyder att det är fråga om flera öar.